# South West Africa National Union

Vlag van de South West Africa National Union

South West Africa National Union (SWANU) is de oudste politieke partij in Namibië. 
Ze werd opgericht op 27 september 1959 en beschouwt zichzelf als een multi-etnische partij. Fanuel Kozonguizi en Rihupisa Justus Kandando waren de eerste voorzitters van de partij. Sinds 1998 is de partij-voorzitter Usutuaije Maamberua.
SWANU vocht tijdens de onafhankelijkheidsstrijd van Namibië voor onafhankelijkheid van Namibië en tegen het apartheidsregime. Zo volgden haar leden militaire training in China en ondersteunde ze een petitie die werd neergelegd bij de V.N.. Ze bleef echter steeds sterk in de schaduw van Swapo staan.
SWANU heeft een socialistische ideologie en wenst staatsinterventie in de kwestie van de landhervorming. 
In de parlementsverkiezingen van 2009 behaalde ze met 4,989 stemmen of 0,62 procent een zetel in het Namibische parlement die momenteel bekleed wordt door partijvoorzitter Maamberua. In het parlement is hij hoofd van de Commissie van Begroting.